# Luís Gonzaga Novelli Júnior

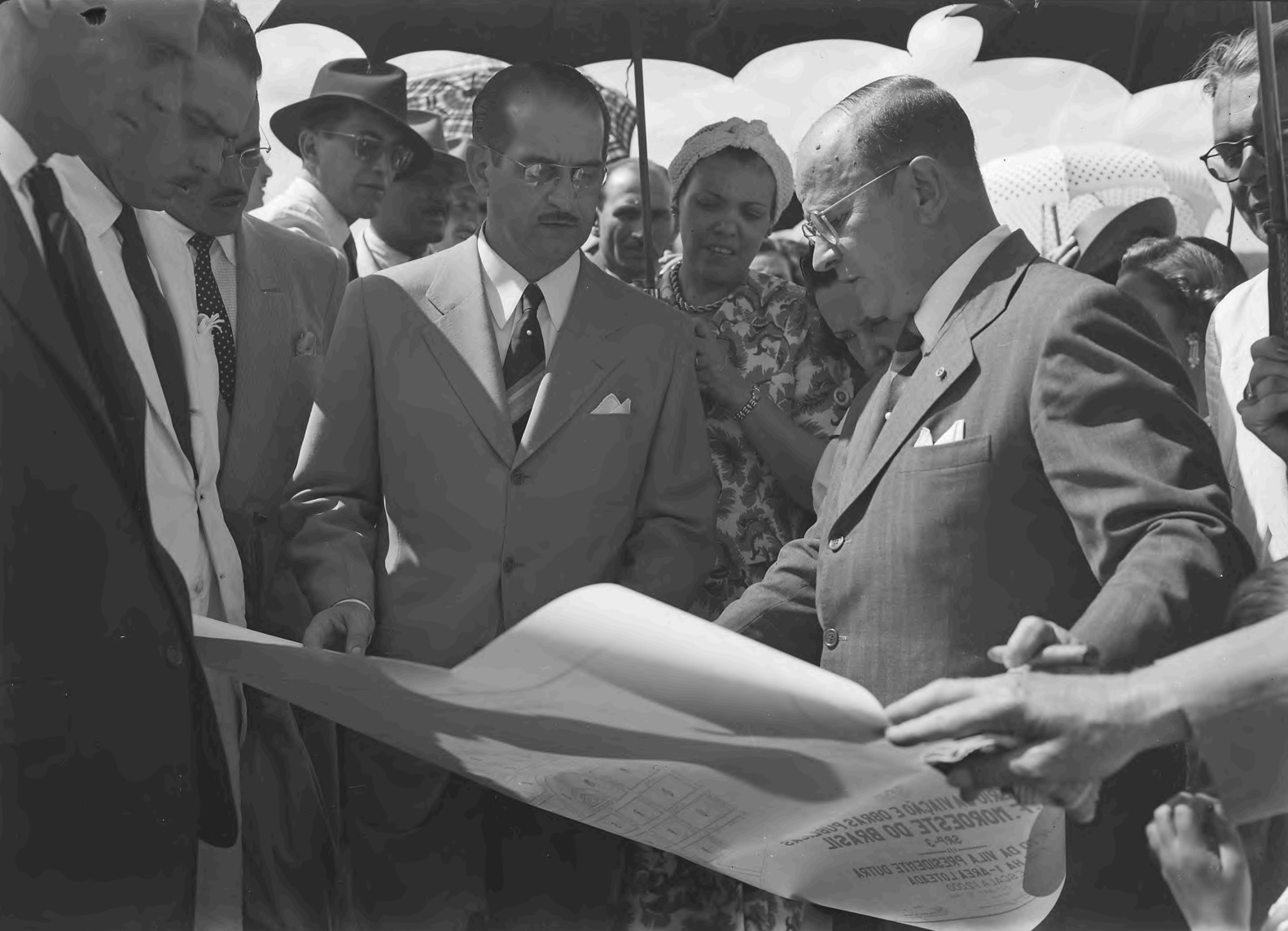
O vice-governador Novelli Junior (ao centro) vistoriando o local de construção da Vila Ferroviária Presidente Dutra, localizada em Bauru, próximo da estação Curuçá da Estrada de Ferro Noroeste do Brasil.
Arquivo Nacional.

Luís Gonzaga Novelli Júnior (Itu, 22 de janeiro de 1906 — Rio de Janeiro, 1 de junho de 2000) foi um médico e político brasileiro.
Formado pela Faculdade de Medicina do Rio de Janeiro em 1931, voltou à cidade natal, fazendo parte da Revolução Constitucionalista de 1932. Em 1935, retornou à então capital federal, exercendo numerosas atividades, dentre elas a de titular do 3º Cartório de Imóveis do Rio de Janeiro, função por ele assumida em 1941. Em 1945, filiou-se ao Partido Social Democrático e em seguida foi eleito deputado federal por São Paulo, participando da Assembleia constituinte para a Constituição de 1946.
Em 1947, mudou para o Partido Social Progressista, uma dissidência do PSD, pelo qual foi eleito vice-governador do estado de São Paulo, cargo que exerceu entre 1947 e 1950, durante o governo de Ademar de Barros. Em março de 1948, envolveu-se numa crise política quando se opôs à proposta do então secretário da Agricultura, Hugo Borghi, de reunir produtores rurais para a discussão de vários problemas atinentes ao campo, o que causou a demissão do secretário e o rompimento político de Luís Gonzaga com Ademar de Barros.
Em 1950, Novelli Júnior elegeu-se novamente deputado federal, não conseguindo se reeleger em 1954. Retornou ao 3º Cartório de Imóveis do Rio de Janeiro em 1955 e aposentou-se em 1977. 
Em 10 de novembro de 1976, em sua homenagem a prefeitura de Itu nomeou o até então “Estádio Municipal de Itu” de Estádio Municipal Doutor Novelli Júnior, já que o proeminente político ituano auxiliou o extinto Clube Atlético Ituano, o famoso “Marechal de Ferro”, a subir para a divisão intermediária do futebol paulista em 1955.
Faleceu aos 94 anos no Rio de Janeiro.